# تورتلا ده هنارس
تورتلا ده هنارس (به اسپانیایی: Tórtola de Henares) یک شهرستان در اسپانیا است که در استان گوادالاخارا واقع شده‌است.